# 普斯陶奥帕蒂
普斯陶奥帕蒂，是匈牙利佐洛州所辖的一个村，总面积10.59平方公里，总人口29，人口密度2.7人/平方公里（2010年1月1日）。